# Kotor
Kotor (srbsky Котор), italsky Cattaro,
je město a přístav v jihozápadní části Černé Hory. Rozkládá se na samém konci boky Kotorské, hlubokého zálivu na pobřeží Jaderského moře, na úpatí horského masivu Lovćen. V samotném městě žije 1 331 obyvatel (s přilehlými osadami 22 974 obyvatel).

## Historie
První zmínky o Kotoru jsou ze 7. století, kdy byl důležitou pevností Byzantské říše až do roku 1185. V letech 1186 až 1371 byl autonomním městem středověkého Srbska (pod vládou Nemanjićů). Stejné postavení měl i v období vlády chorvatsko-uherských (1371–1384) a bosenských králů (1384–1391). Po krátkém období v letech 1391–1420, kdy byl samostatnou republikou, se dostal pod vládu Benátské republiky. V letech 1537 a 1657 Kotor obléhala Osmanská říše.
Po jejím pádu v roce 1797 přešel pod vládu Rakouska jako součást provincie Dalmácie až do roku 1918. Začátek rakouské nadvlády města přerušily Napoleonské války a krátké osvobození, kdy město získala v letech 1813–1814 Černá Hora. Po Berlínském kongresu bylo navráceno zpět Rakousku. V rámci něj se stal Kotor jedním ze třinácti okresních měst Dalmácie. Poté se stal součástí Království Srbů, Chorvatů a Slovinců (SHS), které bylo v roce 1929 přejmenováno na Jugoslávii. V době druhé světové války byl okupován Itálií (1941–1943) a Německem (1943–1944). Poté se stal opět součástí Jugoslávie v rámci republiky Černá Hora. Od roku 2006 je součástí nezávislé Černé Hory.

## Památky

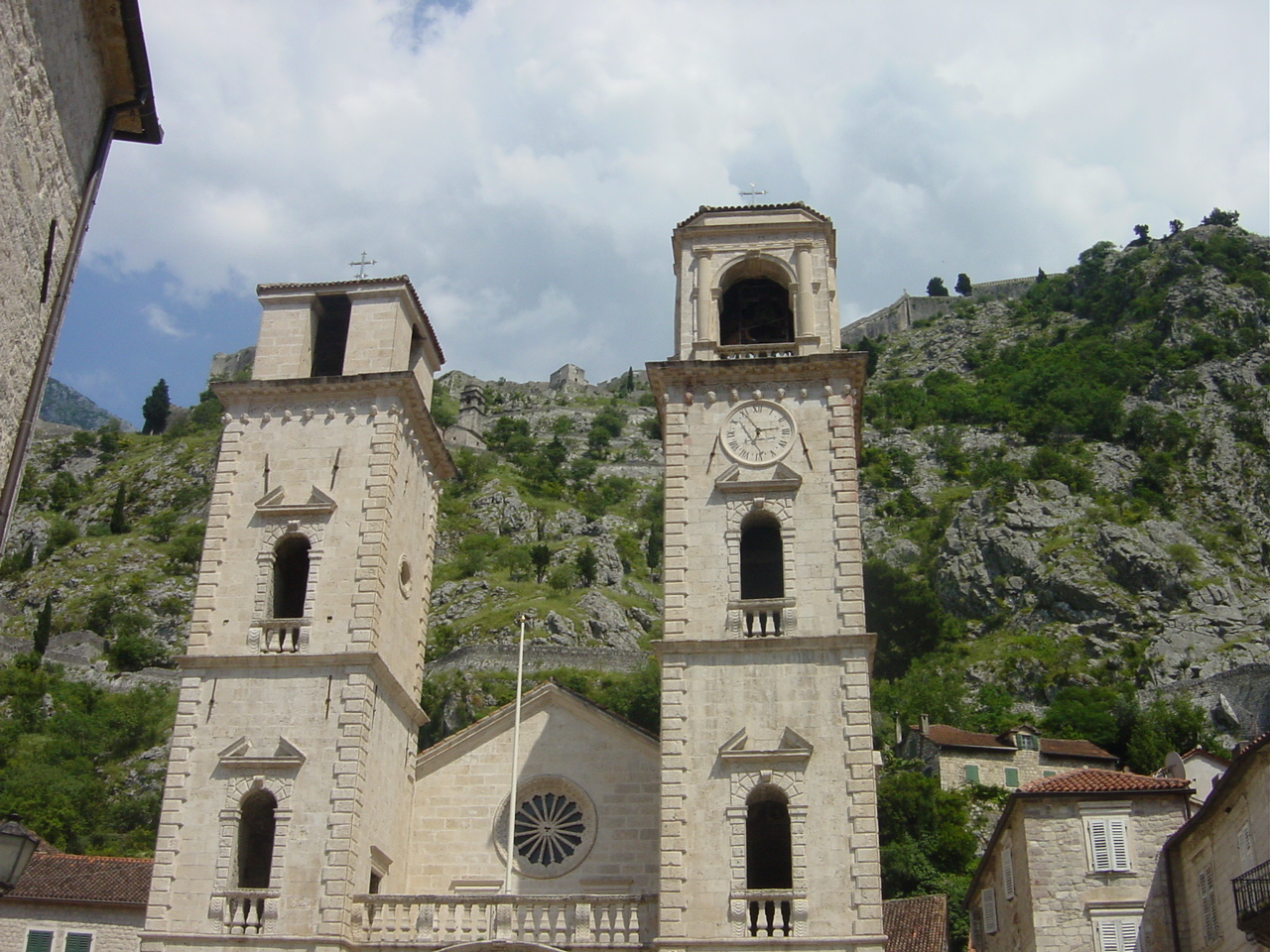
Katedrála sv. Tripuna v Kotoru

Kotor je jedním z nejlépe zachovaných středověkých měst v jihovýchodní Evropě s bohatstvím historických budov[zdroj?]. Jako uznání jeho historické hodnoty bylo staré město Kotor v roce 1979 zapsáno na seznam světového kulturního dědictví UNESCO.
Staré město je obklopené středověkými městskými hradbami o délce 4,5 km, výšce až 20 m a šířce až 15 m, které ho spojují s pevností sv. Jana (Tvrdjava sv. Ivan) na strmém kopci nad městem o výšce 260 m n. m. Město je tvořeno charakteristickou středověkou urbanistickou sítí úzkých uliček a nepravidelných náměstí, s kostely i paláci v románském, gotickém, renesančním i barokním slohu.

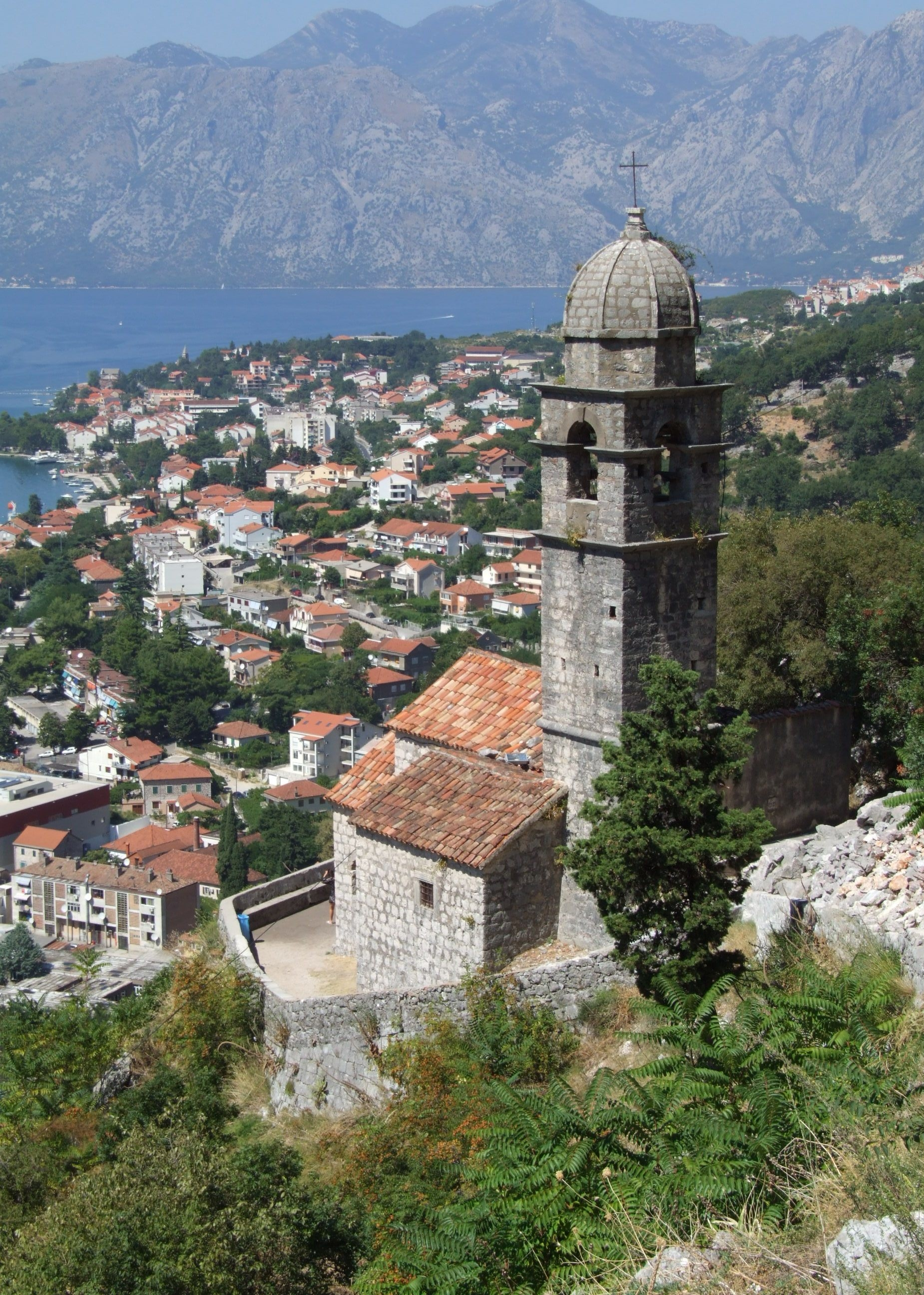
Kostel Matky Boží od zdraví

V roce 1667 i zde rozsáhlé zemětřesení, které zcela zničilo Dubrovník, poškodilo některé stavby.
- původně románská katedrála sv. Tripuna (Sv. Tripun) – patron města, několikrát přestavovaná především ve 12. – 17. stol., především z důvodu poškození následkem zemětřesení
- kostel sv. Lukáše (Sv. Luka) z 12. stol., postavený v čase vlády Nemanjićů
- románský kostel Panny Marie (Sv. Marija Koleđata) – kolegiáta z roku 1221
- románsko-gotický kostel sv. Michała (Sv. Mihovil), postavený na zříceninách benediktinského kláštera, s malbami ze 14. stol. a freskami z 15. stol.
- kostel sv. Anny (Sv. Ana) z přelomu 12. – 13. stol., fresky z 15. stol.
- kostel sv. Pavla (Sv. Pavao) z 13. stol.
- kostel sv. Mikuláše (Sv. Nikola), s početnými vzácnými ikonami
- kostel sv. Kláry (Sv. Klara), s mramorovým oltářem
- kostel sv. Josefa (Sv. Josip) s klášterem františkánů
- kostel Matky Boží od zdraví (Gospa od zdravlja) – v pásu městských hradeb
- obytné domy ze 14. – 17. stol.
- hodinová věž ze 16. stol.
- paláce:
  - gotický palác Drago (Palata Drago) z 15. stol.
  - palác městské rady (Gradska vijećnica) z roku 1762
  - palác Bizanti (Palata Bizanti) ze 17. stol.
  - palác Grgurin (Palata Grgurin) s Mořským muzeem
- brány:
  - Mořská brána (Morska vrata)
  - Jižní brána (Vrata od Gurdića) – nejstarší
  - Severní brána (Sjeverna vrata) – renesanční

## Partnerská města
- Přerov, Česko